# Самоделкина, Софья Владимировна
Со́фья Влади́мировна Самоде́лкина (род. 18 февраля 2007, Москва) — казахстанская, ранее российская фигуристка, выступающая в одиночном катании. Бронзовый призер Всемирных студенческих игр (2025), чемпионка Казахстана (2024). Мастер спорта России.
Серебряный призёр Гран-при среди юниоров в Словении (2021), серебряный призёр Первенства России среди юниоров (2022), победитель финала Кубка России среди юниоров (2020), победитель мемориала Дениса Тена (2021) в соревнованиях юниоров. Серебряный призёр II этапа Гран-при России «Бархатный сезон» (2022), победитель V этапа Гран-при России «Волжский пируэт» (2022).
Самоделкина является девятой одиночницей, исполнившей четверной прыжок, и пятнадцатой, исполнившей тройной аксель на международных соревнованиях. Она вторая женщина после Александры Трусовой, которая выполнила все четверные прыжки, кроме четверного акселя, на тренировках. Самоделкина — первая одиночница, которая попыталась выполнить четверной риттбергер на соревнованиях, но прыжок не был засчитан из-за недокрута. Является второй после Софьи Акатьевой российской фигуристкой, сделавшей тройной аксель и четверной сальхов в одной программе.

## Спортивная карьера

### Ранние годы
В фигурное катание Самоделкина пришла в пять лет. На протяжении шести сезонов тренировалась в группе Лилии Биктагировой в ЦСКА.
В 2016 году Самоделкина перешла к Сергею Давыдову (ЦСКА). Изначально она хотела попасть в группу Светланы Соколовской, но тренер не взяла фигуристку, так как у нее тренировались более взрослые спортсмены, и порекомендовала обратиться к Давыдову. В итоге под руководством Давыдова спортсменка провела 6 лет.
Самоделкина заняла четвертое место на первенстве России среди юниоров 2020 и 2021 года. Она стала первой в финале Кубка России 2020 года и второй в финале Кубка России 2021 года среди юниоров.

### Сезон 2021—2022
Первым международным соревнованием для Самоделкиной стал этап Гран-при юниоров в Красноярске, состоявшийся в сентябре 2021 года. В короткой программе она упала с недокрученного тройного акселя, что привело к потере каскада и промежуточному шестому месту. В произвольной программе спортсменка исполнила на положительные надбавки четверной сальхов, став девятой одиночницей, сделавшей этот прыжок. Также с небольшими помарками были приземлены четверной лутц и каскад из четверного сальхова и двойного тулупа. По сумме двух программ спортсменка заняла 3 место с результатом 202.39 балла.
На этапе юниорского гран-при в Любляне, состоявшемся также в сентябре 2021, Самоделкина ошиблась при выполнении каскада с тройным акселем в короткой программе и занимала промежуточное 4 место. Благодаря успешно приземлённому четверному сальхову в произвольной программе Софья смогла подняться на итоговое 2 место с суммой баллов 205,67.
В ноябре 2021 Самоделкина приняла участие в мемориале Дениса Тена. В короткой программе она успешно исполнила каскад тройной аксель — тройной тулуп, а в произвольной — два четверных прыжка, и стала победителем турнира с итоговым баллом 215,59.
Первым взрослым соревнованием для Софьи стал чемпионат России, состоявшийся в Санкт-Петербурге в декабре 2021 года. В произвольной программе ей удалось сделать два четверных сальхова и четверной лутц. Итоговый результат 233,09 балла позволил спортсменке занять 5 место. Позже был аннулирован результат Камилы Валиевой, и Самоделкина автоматически переместилась на 4 место.
На прошедшем в Саранске первенстве юниоров Самоделкина безошибочно откатала короткую программу и занимала промежуточное 2 место. В произвольной программе спортсменка упала с четверного лутца и ошиблась на четверном сальхове. С суммой баллов 213,73 ей удалось сохранить второе место за собой.
В марте приняла участие в коммерческом турнире «Кубок Первого канала», где в составе команды «Красная машина» заняла 1 место.

### Сезон 2022—2023
Перед началом сезона Самоделкина покинула группу Сергея Давыдова и начала тренировки под руководством Светланы Соколовской.
Самоделкина, не будучи членом сборной России, участвовала в контрольных прокатах взрослой сборной, прошедших 24—25 сентября в Москве на арене «Мегаспорт».
На II этапе Гран-при России, прошедшем в Сочи, Самоделкина допустила серьёзную ошибку в короткой программе, за которую набрала 63,66. Однако она смогла отыграться в произвольной и с суммой 218,73 балла заняла итоговое второе место.
В ноябре Самоделкина приняла участие в V этапе Гран-при России в Самаре. Будучи лидером после короткой программы, в произвольной ей удалось сохранить за собой верхнюю строчку с итоговым результатом 217,87 балла.
На чемпионате России, состоявшемся в Красноярске, Самоделкина заявила в короткой программе самый сложный прыжковый набор, допустимый действующими правилами, в том числе тройной аксель и каскад из тройного лутца и тройного риттбергера, однако из-за ошибки шла на промежуточном восьмом месте с результатом 71,64 балла. В произвольной программе спортсменка допустила ряд ошибок, что позволило ей занять только 11-е место.
В январе 2023 года приняла участие в коммерческом турнире «Кубок Первого канала», где в составе команды «Нас не догонят» заняла 2 место.
В марте Самоделкина участвовала в финале Гран-при России, куда отобралась благодаря занятым на этапах 1 и 2 местам. В обеих программах спортсменка допустила несколько ошибок и заняла итоговое 11 место с суммой баллов 185,54.

### Смена спортивного гражданства
В августе 2023 года, перед началом сезона 2023/24, ряд СМИ сообщил о получении спортсменкой гражданства Казахстана с целью представлять эту страну на международных соревнованиях.
В мае 2024 года переход Самоделкиной в Казахстан был одобрен.
В августе того же года после победы на летнем чемпионате страны была включена в состав национальной сборной Казахстана.
В декабре 2024 года одержала победу на зимнем чемпионате Казахстана 2024/25 среди взрослых, опередив более чем на 40 баллов ближайшую преследовательницу Зере Сарбалину.

## Техника
Казахстанский комментатор фигурного катания Лилиана Альжанова отметила, что Самоделкина может стать «хорошей находкой» для сборной Казахстана. К сильным сторонам фигуристки она отнесла владение четверными прыжками, к изучению которых будут стремиться и другие спортсменки казахстанской сборной. По мнению Альжановой, переход Самоделкиной в сборную Казахстана негативно скажется на мотивации юных спортсменов и их родителей, которые могут сказать: «Софья всё равно выиграет, нам незачем стараться».

## Программы
| Сезон     | Короткая программа | Произвольная программа                                                                                               | Показательные номера                                    |
| --------- | --- | --- | ------------------------------------------------------- |
| 2025—2026 | - «Czardas Caprice» Илан Рехтман, Лара Сент-Джон - «Чардаш» в исполнении Сары Немтану, Чилли Гонзалеса хореография: Джои Рассел | - «Бульвар Сансет»: - «Entr'acte» - «The Final Scene» - «With One Look» Эндрю Ллойд Уэббер хореография: Ше-Линн Бурн |                                                         |
| 2024—2025 | - «Libertango» Астор Пьяццолла - «Survivor» (из фильма «Tomb Raider: Лара Крофт») Destiny’s Child в исполнении 2WEI             | - «Ave Maria» Франц Шуберт в исполнении 2WEI, Али Христенхуса, Audiomachine, Димаша Кудайбергена и Игоря Крутого     |                                                         |
| 2022—2023 | - «Can't Help Falling in Love» Элвис Пресли в исполнении Томми Проффитт                                                         | - «Ave Maria» Франц Шуберт в исполнении 2WEI, Али Христенхуса, Audiomachine, Димаша Кудайбергена и Игоря Крутого     |                                                         |
| 2021—2022 | - «Лето 42-го» Мишель Легран хореография: Виктория Бондаренко                                                                   | - «Хабанера» (из оперы «Кармен») Жорж Бизе в исполнении Aria хореография: Виктория Бондаренко                        | - «Метель» Георгий Свиридов - «Маскарад» Арам Хачатурян |
| 2020—2021 | - «Ромео и Джульетта»: - «Aimer» Жерар Пресгурвик в исполнении Андре Рьё - «Танец рыцарей» Сергей Прокофьев                     | - «Метель» Георгий Свиридов - «Маскарад» Арам Хачатурян                                                              |                                                         |
| 2019—2020 | - «Ромео и Джульетта»: - «Aimer» Жерар Пресгурвик в исполнении Андре Рьё - «Танец рыцарей» Сергей Прокофьев                     | - «Метель» Георгий Свиридов - «Маскарад» Арам Хачатурян                                                              |                                                         |

## Спортивные достижения

### За Казахстан
| Соревнования                   | 24/25         | 25/26         |
| Международные                  | Международные | Международные |
| ------------------------------ | ------------- | ------------- |
| Чемпионат мира                 | 14            |               |
| Чемпионат четырёх континентов  | 7             |               |
| CS Cranberry Cup               |               | 2             |
| CS Мемориал Дениса Тена        | 2             |               |
| CS Tallinn Trophy              | 2             |               |
| Азиатские игры                 | 4             |               |
| Всемирные студенческие игры    | 3             |               |
| Международные среди юниоров    |               |               |
| Этап ЮГП. Турция               | 4             |               |
| Национальные                   |               |               |
| Чемпионат Казахстана           | 1             |               |
| CS — турнир серии «Челленджер» |               |               |

### За Россию
| Соревнования                | 19/20                       | 20/21                       | 21/22                       | 22/23                       |
| Международные среди юниоров | Международные среди юниоров | Международные среди юниоров | Международные среди юниоров | Международные среди юниоров |
| --------------------------- | --------------------------- | --------------------------- | --------------------------- | --------------------------- |
| Мемориал Дениса Тена        |                             |                             | 1                           |                             |
| Этап ЮГП. Красноярск        |                             |                             | 3                           |                             |
| Этап ЮГП. Любляна           |                             |                             | 2                           |                             |
| Национальные                |                             |                             |                             |                             |
| Чемпионат России            |                             |                             | 4                           | 11                          |
| Первенство юниоров          | 4                           | 4                           | 2                           |                             |
| Финал Кубка России          | 1 юн.                       | 2 юн.                       |                             |                             |
| Финал Гран-при России       |                             |                             |                             | 11                          |
| II этап Гран-при России     |                             |                             |                             | 2                           |
| V этап Гран-при России      |                             |                             |                             | 1                           |
| Кубок Первого канала        |                             |                             | 1                           | 2                           |